# Natalia Serena
Natalia Serena (Venezia, 10 novembre 1981) è una pallavolista italiana.
Gioca nel ruolo di schiacciatrice nel Chieri '76 Volleyball.

## Carriera
La carriera di Natalia Serena inizia nelle giovanili del New Volley Marcon nel 1995, mentre nel 1996 passa all'AGS, in Serie C. Nella stagione 1998-99 partecipa al campionato di Serie B1 con la Rinascita Volley Firenze, per poi essere ingaggiata nella stagione successiva dal Team Volley Imola, con cui esordisce nella pallavolo professionistica, giocando in Serie A2; nell'annata 2000-01 è nuovamente in Serie B1 con il Cuneo Volley a cui resta legata per tre stagioni.
Gioca poi per tre stagioni di fila nel campionato cadetto vestendo le maglie del River Volley di Rivergaro per l'annata 2003-04, del Curtatone Volley per quella 2004-05 e del Jogging Volley Altamura per quella 2005-06; nella stagione 2006-07 difende i colori della Pallavolo Ostiano, in Serie B1, con cui vince il campionato, ottenendo la promozione in Serie A2, categoria dove milita nell'annata successiva con la stessa squadra.
Dopo un periodo di inattività, torna a giocare nella stagione 2009-10 con il Crema Volley, in Serie B1, per venire ingaggiata nell'annata 2010-11 dal Promoball Volleyball Flero, militante sempre nella stessa categoria, dove resta per sei annate: con la squadra lombarda ottiene la promozione in Serie A2 al termine del campionato 2011-12 e la promozione in Serie A1 al termine della stagione 2013-14; esordisce con lo stesso club in Serie A1 nella stagione 2014-15.
Nella stagione 2015-16 difendi i colori della neopromossa Chieri '76 Volleyball, in Serie A2.